# Satire-Wiki
Ein Satire-Wiki ist eine in Technik und Funktionsweise an Wikipedia angelehnte Online-Enzyklopädie mit dem Ziel, den Lesern wie auch den Schreibern Spaß zu bereiten. Satire-Wikis bedienen sich hierbei des Mittels der Parodie, indem sie Wikipedia im äußeren Erscheinungsbild nachahmen, inhaltlich jedoch ihre jeweiligen Vorstellungen von Humor bedienen.

## Funktionsweise

### Redaktion und Benutzer
Das Wiki-System erlaubt es jedem Benutzer, Artikel und Beiträge zu verfassen und Texte zu ändern, ohne sich anmelden zu müssen. Umstrittene Artikel können jedoch teilweise oder komplett gesperrt werden. Jede Seite verfügt über eine Diskussionsseite, auf der jeder Benutzer seine Anregungen oder Bemerkungen machen kann. Kontroversen über einen Artikel werden daher immer auf dessen Diskussionsseite geführt.
In jedem Wiki-System gibt es regelmäßige Benutzer, denen eine besondere Bedeutung zukommt und die häufig auch besondere Rechte gegenüber den anderen Benutzern haben: Sie weisen „Neulinge“ ein, überwachen die Einhaltung der Richtlinien und versuchen, die Qualität des Satire-Wikis zu halten oder zu erhöhen. In der Regel verwenden sie viel Zeit für ihr Hobby und identifizieren sich dementsprechend mit „ihrem“ Wiki. Gelegentliche Nutzer stellen den Hauptanteil an den angemeldeten Nutzern dar; sie leisten nur sporadisch Beiträge, die dennoch manchmal als sehr gelungen empfunden werden. – Problematisch sind die nicht angemeldeten Benutzer, die häufig durch Vandalismus und „trolliges“ Verhalten auffallen (s. Troll (Netzkultur)).

### Grundsätze
Jedes Wiki hat bestimmte Grundsätze, auf denen die Zusammenarbeit der jeweiligen Benutzer basiert. Gemeinsam ist allen Satire-Wikis, dass sie die äußere Gestalt einer Enzyklopädie bewahren, welche scheinbar seriöse, manchmal auch offensichtlich nicht ernst gemeinte Informationen bietet. Weiterhin sind alle Satire-Wikis darauf bedacht, geltendes Recht (insbesondere das Urheberrecht) strikt einzuhalten, um sich selbst vor juristischen Maßnahmen durch andere zu schützen. Aus diesem Grund sind die regelmäßigen Benutzer eines Satire-Wikis einen Teil ihrer Zeit damit beschäftigt, unerwünschte Beiträge zu erkennen und zu entfernen.
Wichtig ist außerdem die Einhaltung der Netiquette. Allerdings gibt es auch hier unterschiedliche Gepflogenheiten, die je nach Ausrichtung des Satire-Wiki entstanden sind. So gibt es häufig Bereiche, in denen Benutzer sich im Spaß gegenseitig verbal angreifen und beschimpfen. Es ist zum Teil sehr schwierig, die Ernsthaftigkeit eines Beitrages einzuschätzen.

### Aufbau
Ein Satire-Wiki ist in seinem Aufbau dem der Wikipedia (als „Norm“ für ein gelungenes Wiki-System) ähnlich, weicht jedoch in Einzelheiten hiervon ab. Grundsätzlich gibt es verschiedene Gruppen von Webseiten: Die Wichtigste ist der „Artikelnamensraum“ mit den enzyklopädischen Artikeln, dem eigentlichen Inhalt eines Wiki. Weiterhin gibt es einen Wikinamensraum mit Hilfeseiten und Anleitungen. Angemeldete Benutzer verfügen über eine Benutzerseite im Benutzernamensraum, die sie frei gestalten können. Die zugehörige Diskussionsseite wird für „Gespräche“ genutzt.

## Inhalte
Aufgrund der Tatsache, dass Menschen unter Humor sehr unterschiedliche, auch widersprüchliche Dinge verstehen, gibt es auch mehrere Satire-Wikis mit unterschiedlichen Ansprüchen, Vorgaben und Inhalten. Auch innerhalb eines Satire-Wikis gibt es (ähnlich wie innerhalb der Wikipedia) qualitativ und quantitativ stark abweichende Artikel und sonstige Beiträge, die die Pluralität der Artikelschreiber widerspiegeln.
Einig sind sich die deutschsprachigen Satire-Wikis, dass Beiträge mit rassistischen, Gewalt verherrlichenden oder ähnlichen Inhalten unerwünscht sind.
Solche Artikel werden bei offensichtlichem Regelverstoß sofort, andernfalls nach einer Löschdiskussion entfernt. Satire-Wikis bewegen sich somit wie jede Satire in einem Spannungsverhältnis von Meinungsfreiheit und Rücksichtnahme auf andere Menschen, was immer wieder zu lebhaften Diskussionen innerhalb der Wiki-Gemeinschaften führt.
Manche anderssprachigen sind hierbei allerdings toleranter (z. B. Uncyclopedia auf Englisch) oder setzen sie sogar gezielt als eine Form des Humors ein (z. B. ED).

## Bekannte deutschsprachige Satire-Wikis
- Kamelopedia
- Stupidedia
- Uncyclopedia